# Бодуэн I де Ланнуа
Бодуэн I Заика (фр. Baudouin I le Beghe; ок. 1388/1389—1474, Лилль), сеньор де Молембе и Сольр — бургундский военачальник, государственный деятель и дипломат.

## Биография
Третий сын Жильбера де Ланнуа, сеньора де Сант, и Катрин Гобьер де Корбон, дамы де Молембе. Младший брат Юга и Жильбера де Ланнуа.
Камергер герцога Бургундии Филиппа III Доброго.
Участвовал в обороне Компьена от войск Карла VI и арманьяков в 1414 году. Бальи Лилля (1423), капитан замка Мортан (1428).
В январе 1430 года в Брюгге при создании ордена Золотого руна Юг де Ланнуа стал одним из первых 24 рыцарей.
Согласно «Анналам Галло-Фландрии» Жана Бюселина, был преемником своего брата Юга де Ланнуа на посту губернатора Лилля, Дуэ и Орши.
Бодуэн де Ланнуа был послом герцога Бургундского в Англии и Лиссабоне, где договаривался о браке Филиппа Доброго с Изабеллой Португальской.
В 1454 году вместе с основными сеньорами страны принес, вслед за герцогом, клятву фазана.

## Семья
1-я жена: Мария де Клермон-Нель (ум. 31.05.1433), дама де Мель, Гокур и Долем, дочь Жана де Клермон-Нель, сеньора де Мель, и Ады де Майи, вдова Рено де Три и Жана де Монтравеля
2-я жена (1434): Адриенна де Берлемон, называемая де Флуайон (ум. 29.04.1439), дама де Сольр-ле-Шато, дочь Жака де Берлемона, сеньора де Сольр, и Катрин де Роберсар.
Дети:
- Бодуэн II де Ланнуа (1434/1437—7.05.1501), сеньор де Молембе. Жена (1472): Мишель д'Эн де Коруа (1440—1511), дама де Коруа, дочь Эме д'Эн де Коруа и Изабо д'Окош
- Филиппа де Ланнуа (ок. 1437—10.11.1500). Муж: Жак де Жош, граф де Льерде, сеньор де Мастен (ум. 1499/1500)
- Анна де Ланнуа
- Жаклин де Ланнуа (ум. 26.09.1467)
- Маргарита де Ланнуа (ум. 1500), канонисса в Сен-Водрю в Монсе
- Мария де Ланнуа. Муж: Гийом де Сар, сеньор д'Одреньи
- Анна Жанна де Ланнуа. Муж (1450): Жан-Леон де Пруази, виконт де Баве